# Matka vlhká země
Matka vlhká země (rusky Мать Сыра Земля Mať syra zemlja) je personifikace země z ruského folklóru. Je pravděpodobně lidovou dědičkou bohyně Mokoš.
Země byla považována za živoucí bytost, tráva byla chápána jako její vlasy, řeky žilami a skály kostmi, a dostávalo se jí velké úcty. Zakazovalo se vůči ní chovat agresivně, zvláště v zimě, kdy měla být těhotná, a také jí byl obětován konopný olej. Ještě v 19. století byla přísaha na Zemi považována za stejně vážnou jako přísaha na Boha či Bibli. Věřilo se také, že nepřijímá těla zatvrzelých hříšníků, jako například draka zabitého bohatýrem Dobryňou Nikitičem. S Matkou vlhkou zemí souvisí postava obra Svjatogora Kolyvaniče, kterého země neunese a má zakázáno po ní jezdit. Podle Michala Téry je tento motiv odkazem na mytickou představu oddělení nebes a země zajišťující existenci světa. Oblíbeným hrdinou Země byl bohatýr Mikula Seljaninovič.